# Lastovce
Lastovce (in ungherese Lasztóc) è un comune della Slovacchia facente parte del distretto di Trebišov, nella regione di Košice.